# Lista de bairros de Vinhedo
Este anexo lista os bairros (loteamentos) de Vinhedo, município do estado de São Paulo:
- Bairro Casa Verde
- Bairro da Capela
- Bairro Nova Vinhedo
- Bairro Pinheirinho
- Bairro Santa Claudina
- Bairro São Thomé
- Bairro Von Zuben
- Barra Funda
- Centro
- Condomínio Marambaia
- Condomínio Morada dos Executivos (São Joaquim)
- Jardim Bela Vista I e II
- Jardim Brasil
- Jardim Eldorado
- Jardim Florência
- Jardim Itália
- Jardim Junco
- Jardim Melle
- Jardim Miriam
- Jardim Nova Canudos
- Jardim Nova Palmares
- Jardim Paineiras
- Jardim Panorama
- Jardim Panorama II
- Jardim Paulista
- Jardim Paulista 2
- Jardim São Mateus
- Jardim Três Irmãos
- Jardim Trevisan
- Morada da Lua
- Paiol Velho
- Parque Iolanda
- Recanto das Canjaranas
- Recanto Florido
- Residencial Altos do Morumbi
- Residencial Aquário
- Residencial Chácaras do Lago
- Residencial Flora
- Residencial Nova Aliança
- Residencial Terras de Vinhedo
- Residencial Vale da Santa Fé
- Residencial Vida Nova
- Terras de São Francisco
- Vila Cascais
- Vila Fátima
- Vila Gallo
- Vila Garcez
- Vila João XXIII
- Vila Junqueira
- Vila Milanez
- Vila Mingarelli
- Vila Planalto
- Vila Pompeia
- Vila Romana
- Vila Santana
- Vista Alegre